# Šentilj
Šentilj är en kommun belägen i norra Slovenien. Den har 8 391 invånare (2019).
Huvudorten i kommunen är Šentilj v Slovenskih Goricah (tyska: St. Egidi in Windischbüheln). Orten ligger vid floden Mura
på gränsen till Österrike vars gränsort är Spielfeld.